# Meinhard VI van Gorizia
Meinhard VI van Gorizia (overleden op 6 mei 1385) was van 1338 tot aan zijn dood graaf van Gorizia. Hij behoorde tot het huis Gorizia.

## Levensloop
Meinhard VI was de tweede zoon van graaf Albert II van Gorizia en diens tweede echtgenote Euphemia van Mätsch.
Na de vroege dood van zijn neef Jan Hendrik VI in 1338 erfde Meinhard VI het graafschap Gorizia. Hij regeerde samen met zijn oudere halfbroer Albert III en zijn oudere broer Hendrik V. Nadat Albert III en Hendrik V stierven, bestuurde Meinhard VI het graafschap Gorizia vanaf 1365 alleen. In 1363 werd zijn nicht, gravin Margaretha van Tirol, verplicht om haar domeinen af te staan aan hertog Rudolf IV van Oostenrijk. Meinhard VI probeerde vervolgens om het graafschap Tirol op te eisen, maar dit mislukte.
Tijdens zijn bewind slaagde Meinhard erin om de macht van het patriarchaat Aquileja in te perken. Het was echter niet het graafschap Gorizia, maar de republiek Venetië die hier de meeste winst kon uithalen. Meinhard was hier zeer teleurgesteld om en trok zich terug in de burcht Bruck in Lienz. 
Het bewind van Meinhard VI markeerde het begin van de achteruitgang van het graafschap Gorizia. De graven van Gorizia moesten voortaan hun gebied hypothekeren en meer en meer gebieden verkopen en afstaan om hun verergerende financiële situatie te kunnen oplossen. Ook was Meinhard betrokken in een machtsstrijd met zijn buurgebieden en in conflicten met het huis Habsburg in verband met de erfopvolging van het hertogdom Karinthië en het graafschap Tirol. 

## Huwelijken en nakomelingen
Eerst huwde hij Meinhard met Catharina, dochter van graaf Ulrich V van Pfannberg. Na haar dood hertrouwde hij met Utehild, dochter van landvoogd Ulrich van Mätsch.
Uit zijn eerste huwelijk:
- Anna (overleden in 1402), huwde met graaf Jan Frankopan van Veglia, ban van Kroatië
- Catharina (overleden in 1391), huwde in 1372 met hertog Johan II van Beieren
- Ursula, huwde met graaf Hendrik III van Schauberg
- Elisabeth

Uit zijn tweede huwelijk:
- Hendrik VI (1376-1454), graaf van Gorizia
- Jan Meinhard VII (overleden in 1430), paltsgraaf van Karinthië en graaf van Kirchberg